# David Macpherson
David Macpherson, né le 3 juillet 1967 à Launceston, est un joueur professionnel puis entraîneur de tennis australien.

## Carrière
En junior, David Macpherson a été finaliste de l'US Open en 1985 avec Patrick Flynn.
Ce spécialiste du double a remporté 16 tournois sur le circuit ATP et a disputé 13 autres finales. Il a connu comme principal résultat un titre au Championship Series d'Indian Wells en 1992 avec Steve DeVries. Les deux hommes atteignent quelques mois plus tard la finale de celui de Stockholm où ils sont battus par les Woodies. Jamais finaliste d'un tournoi du Grand Chelem, il a disputé une demi-finale à l'Open d'Australie 1998 avec David Wheaton. Régulièrement classé dans le top 50 de la spécialité, il a participé à 52 tournois du Grand Chelem consécutivement entre 1990 et 2002.
En simple, il n'a jamais gagné un match sur le circuit principal en 13 tentatives. En 1983, à 16 ans, il est seulement battu 12-10 au cinquième set par Fritz Buehning au premier tour de l'Open d'Australie. En 1987, il prend un set au n°4 mondial Yannick Noah.
En 2004, il fonde son académie de tennis à Sarasota en Floride. À partir de 2005, il devient l'entraîneur des jumeaux Bob et Mike Bryan. Il travaille à leurs côtés jusqu'en 2016 et part rejoindre la George Washington University. En 2014, il a été l'entraîneur de Roger Federer et Stan Wawrinka lors de la finale de la Coupe Davis.

## Palmarès

### En double messieurs
| 16 titres en double | 0 G. Chelem | 0 G. Chelem | 0 G. Chelem | 0 G. Chelem | 0 Masters | 0 Masters | 0 Masters   | 0 Masters   | 1 Masters 1000 | 1 Masters 1000 | 1 Masters 1000 | 1 Masters 1000 | 3 ATP 500          | 3 ATP 500          | 3 ATP 500          | 3 ATP 500          | 12 ATP 250         | 12 ATP 250         | 12 ATP 250     | 12 ATP 250     | 0 JO           | 0 JO           | 0 JO           | 0 JO           |
| 16 titres en double | 6 sur dur   | 6 sur dur   | 6 sur dur   | 6 sur dur   | 6 sur dur | 6 sur dur | 2 sur gazon | 2 sur gazon | 2 sur gazon    | 2 sur gazon    | 2 sur gazon    | 2 sur gazon    | 6 sur terre battue | 6 sur terre battue | 6 sur terre battue | 6 sur terre battue | 6 sur terre battue | 6 sur terre battue | 2 sur moquette | 2 sur moquette | 2 sur moquette | 2 sur moquette | 2 sur moquette | 2 sur moquette |

## Parcours dans les tournois duGrand Chelem

### En simple
| Année | Open d'Australie | Open d'Australie | Internationaux de France | Internationaux de France | Wimbledon | Wimbledon | US Open | US Open | Open d'Australie | Open d'Australie |
| ----- | ---------------- | ---------------- | ------------------------ | ------------------------ | --------- | --------- | ------- | ------- | ---------------- | ---------------- |
| 1983  | n.o.             | n.o.             | —                        | —                        | —         | —         | —       | —       | 1er tour (1/64)  | F. Buehning      |
| 1984  | n.o.             | n.o.             | —                        | —                        | —         | —         | —       | —       | —                | —                |
| 1985  | n.o.             | n.o.             | —                        | —                        | —         | —         | —       | —       | 1er tour (1/64)  | N. Odizor        |
| 1986  | n.o.             | n.o.             | —                        | —                        | —         | —         | —       | —       | n.o.             | n.o.             |
| 1987  | 2e tour (1/32)   | Y. Noah          | —                        | —                        | —         | —         | —       | —       | n.o.             | n.o.             |
| 1988  | —                | —                | —                        | —                        | —         | —         | —       | —       | n.o.             | n.o.             |
| 1989  | —                | —                | —                        | —                        | —         | —         | —       | —       | n.o.             | n.o.             |
| 1990  | 1er tour (1/64)  | M. Wostenholme   | —                        | —                        | —         | —         | —       | —       | n.o.             | n.o.             |

N.B. : à droite du résultat se trouve le nom de l'ultime adversaire.

### En double
| Année | Open d'Australie            | Open d'Australie           | Internationaux de France     | Internationaux de France | Wimbledon                      | Wimbledon                  | US Open                     | US Open                     | Open d'Australie          | Open d'Australie       |
| ----- | --------------------------- | -------------------------- | ---------------------------- | ------------------------ | ------------------------------ | -------------------------- | --------------------------- | --------------------------- | ------------------------- | ---------------------- |
| 1983  | n.o.                        | n.o.                       | —                            | —                        | —                              | —                          | —                           | —                           | 1er tour (1/32) B. Custer | L. Bourne M. Mitchell  |
| 1984  | n.o.                        | n.o.                       | —                            | —                        | —                              | —                          | —                           | —                           | 2e tour (1/16) B. Custer  | K. Curren S. Denton    |
| 1985  | n.o.                        | n.o.                       | —                            | —                        | —                              | —                          | —                           | —                           | 1/8 de finale B. Custer   | J. Nyström M. Wilander |
| 1986  | n.o.                        | n.o.                       | —                            | —                        | —                              | —                          | —                           | —                           | n.o.                      | n.o.                   |
| 1987  | 2e tour (1/16) S. Youl      | S. Edberg A. Järryd        | 1er tour (1/32) S. Youl      | A. Järryd R. Seguso      | —                              | —                          | 1er tour (1/32) B. Levine   | J. Berger J. Ross           | n.o.                      | n.o.                   |
| 1988  | 2e tour (1/16) S. Youl      | G. Connell G. Michibata    | 1er tour (1/32) S. Youl      | K. Flach R. Seguso       | 1er tour (1/32) H. Van Boeckel | P. Doohan J. Grabb         | —                           | —                           | n.o.                      | n.o.                   |
| 1989  | 1er tour (1/32) S. Youl     | N. Broad S. Kruger         | —                            | —                        | —                              | —                          | —                           | —                           | n.o.                      | n.o.                   |
| 1990  | 1er tour (1/32) L. Shiras   | P. Kühnen L. Lavalle       | 1er tour (1/32) P. Galbraith | G. Connell G. Michibata  | 2e tour (1/16) P. Galbraith    | N. Brown M. Schapers       | 2e tour (1/16) S. DeVries   | A. Järryd C. van Rensburg   | n.o.                      | n.o.                   |
| 1991  | 2e tour (1/16) S. DeVries   | S. Davis D. Pate           | 1/8 de finale S. DeVries     | P. Haarhuis Koevermans   | 2e tour (1/16) S. DeVries      | B. Haygarth B. Talbot      | 1/4 de finale S. DeVries    | T. Woodbridge M. Woodforde  | n.o.                      | n.o.                   |
| 1992  | 1er tour (1/32) S. DeVries  | D. Adams B. Black          | 2e tour (1/16) S. DeVries    | A. Agassi J. McEnroe     | 1/8 de finale S. DeVries       | S. Davis D. Pate           | 2e tour (1/16) S. DeVries   | N. Borwick S. Youl          | n.o.                      | n.o.                   |
| 1993  | 1/8 de finale S. DeVries    | B. Garnett T. Middleton    | 1er tour (1/32) S. DeVries   | L. Mattar J. Oncins      | 1er tour (1/32) S. DeVries     | K. Kinnear C. Saceanu      | 2e tour (1/16) S. DeVries   | M. Damm K. Nováček          | n.o.                      | n.o.                   |
| 1994  | 2e tour (1/16) S. DeVries   | S. Edberg P. Korda         | 1er tour (1/32) S. Cannon    | P. Albano R. Smith       | 1/8 de finale S. Cannon        | T. Woodbridge M. Woodforde | 2e tour (1/16) T. Kronemann | M. Knowles W. Ferreira      | n.o.                      | n.o.                   |
| 1995  | 1/8 de finale T. Kronemann  | J. Eltingh P. Haarhuis     | 1er tour (1/32) T. Kronemann | J. Arrese J. A. Conde    | 2e tour (1/16) T. Kronemann    | Philippoussis P. Rafter    | 2e tour (1/16) T. Kronemann | O. Kristiansson M. Renström | n.o.                      | n.o.                   |
| 1996  | 2e tour (1/16) T. Kronemann | I. Kafelnikov W. Ferreira  | 1/8 de finale T. Kronemann   | L. Pimek B. Talbot       | 1er tour (1/32) T. Kronemann   | P. Cash S. Stolle          | 1/4 de finale T. Kronemann  | J. Eltingh P. Haarhuis      | n.o.                      | n.o.                   |
| 1997  | 2e tour (1/16) S. Davis     | S. Lareau A. O'Brien       | 2e tour (1/16) T. Kronemann  | C. Brandi F. Messori     | 2e tour (1/16) T. Kronemann    | S. Stolle C. Suk           | 1/8 de finale T. Kronemann  | J. Novák D. Rikl            | n.o.                      | n.o.                   |
| 1998  | 1/2 finale D. Wheaton       | T. Woodbridge M. Woodforde | 1/8 de finale J. Grabb       | D. Johnson F. Montana    | 1/4 de finale N. Kulti         | J. Eltingh P. Haarhuis     | 2e tour (1/16) D. Wheaton   | B. Coupe D. Randall         | n.o.                      | n.o.                   |
| 1999  | 2e tour (1/16) A. Florent   | D. Roditi M. Tebbutt       | 1er tour (1/32) J. Grabb     | G. Kuerten N. Lapentti   | 2e tour (1/16) A. Florent      | P. Haarhuis J. Palmer      | 2e tour (1/16) A. Florent   | B. MacPhie N. Zimonjić      | n.o.                      | n.o.                   |
| 2000  | 1/8 de finale P. Nyborg     | M. Barnard C. Haggard      | 2e tour (1/16) P. Nyborg     | J. Novák D. Rikl         | 1er tour (1/32) M. Tebbutt     | N. Kulti M. Tillström      | 1/4 de finale G. Stafford   | A. O'Brien J. Palmer        | n.o.                      | n.o.                   |
| 2001  | 1er tour (1/32) G. Stafford | S. Lareau A. O'Brien       | 1er tour (1/32) P. Albano    | B. Ellwood P. Hanley     | 1er tour (1/32) G. Stafford    | P. Pála P. Vízner          | 2e tour (1/16) G. Stafford  | J. Novák D. Rikl            | n.o.                      | n.o.                   |
| 2002  | 2e tour (1/16) A. Florent   | W. Black K. Ullyett        | 1er tour (1/32) A. Florent   | M. Hood S. Prieto        | 1/4 de finale A. Florent       | B. Bryan M. Bryan          | 2e tour (1/16) P. Luczak    | M. Bhupathi M. Mirnyi       | n.o.                      | n.o.                   |

N.B. : le nom du ou de la partenaire se trouve sous le résultat ; le nom des ultimes adversaires se trouve à droite.

### En double mixte
| Année | Open d'Australie             | Open d'Australie            | Internationaux de France | Internationaux de France | Wimbledon | Wimbledon | US Open | US Open |
| ----- | ---------------------------- | --------------------------- | ------------------------ | ------------------------ | --------- | --------- | ------- | ------- |
| 1995  | 2e tour (1/8) R. McQuillan   | Helena Suková T. Woodbridge |                          |                          |           |           |         |         |
| 1996  | 2e tour (1/8) R. McQuillan   | Nicole Arendt Luke Jensen   |                          |                          |           |           |         |         |
| 1997  | 1er tour (1/16) R. McQuillan | J. Capriati Pat Cash        |                          |                          |           |           |         |         |

N.B. : le nom de la partenaire se trouve sous le résultat ; le nom des ultimes adversaires se trouve à droite.